# Jean-Baptiste Brieux
Pour les articles homonymes, voir Brieux (homonymie).
Jean-Baptiste Honoré Brieux, né le 6 février 1845 à Bonboillon (Haute-Saône) et mort assassiné le 9 septembre 1881 au Tibet, est un missionnaire français de la Société des missions étrangères de Paris qui œuvra dans l'actuel diocèse de Kangding, aux Marches du Tibet.

## Biographie
Jean-Baptiste Brieux étudie au petit séminaire de Marnay, puis au petit séminaire de Luxeuil et enfin au grand séminaire de Besançon dont il sort comme simple clerc. Il est ensuite employé comme maître d'études, puis comme professeur au collège Notre-Dame-de-Mont-Roland à Dôle. Il est pendant une courte période précepteur et enfin reçoit les ordres mineurs au séminaire des Missions étrangères de Paris, le 18 octobre 1876 à l'âge de trente-et-un ans. Il est ordonné prêtre vingt mois plus tard et envoyé pour la mission du Tibet (Thibet à l'époque) le 11 juillet suivant, par le même bateau que Pierre-Philippe Giraudeau.
Ils sont nommés tous les deux à la mission de Bathang, bourgade agitée par les dissensions entre autorités chinoises et autorités locales tibétaines, dont les nouveaux convertis chrétiens tibétains font souvent les frais. Le P. Brieux est notamment chargé de faire le lien (envois d'allocations, d'objets, de courrier, etc.) une fois par an avec ses confrères en poste à la mission de Yerkalo ou à celle d'A-ten tsé, en haute montagne. À l'automne 1881, il doit se joindre à une caravane partant de Bathang, mais la devance de quelques heures. Selon le site des Missions étrangères de Paris, il campe avec trois hommes accompagnateurs près de Chisongong, lorsqu'il est tué, dans la nuit du 8 au 9 septembre 1881, à coups de sabre par des pillards Sanguen, soudoyés par les lamas locaux. Les principaux responsables furent condamnés à mort par le tribunal mandarin local.